# مرقس الثاني خزام
مرقس الثاني خزام (من مواليد 16 مارس 1888 - توفي في 2 فبراير 1958) كان أسقفا للكنيسة القبطية الكاثوليكية، وهي كنيسة كاثوليكية شرقية تنتمي للكنيسة الكاثوليكية العامة. شغل منصب بطريرك الاقباط الكاثوليك في الإسكندرية من عام 1947 إلى عام 1958.
ولد مرقس خزام في أخميم بمحافظة سوهاج في مصر ودرس في القاهرة عام 1898. أرسل في مهمة دينية إلى بيروت، لبنان عام 1905 وأصبح كاهنًا في 30 أبريل 1911 ، وعين في أغسطس 1926 كاهنًا لأبي قرقاص، ورسم أسقفًا في 30 نوفمبر 1926 ورئيس أساقفة طيبة بمحافظة الدقهلية في مصر.
تم تعيينه مدبرا رسوليا للبطريركية القبطية الكاثوليكية عام 1927 خلفا للمدبر الرسولي مكسيموس صدفاوي، الذي كان قد خدم قبله من 1908 إلى 1927 في الفترة التي ظل فيها المقعد البطريركي شاغرًا (1908-1947) بعد استقالة البطريرك القبطي الكاثوليكي كيرلس مقار .
تم تنصيب مرقس خزام على المقعد البطريركي في 10 أغسطس 1947 وشغل منصب البطريرك لعقد من الزمن حتى وفاته في 2 فبراير 1958. التقى بالبابا بيوس الثاني عشر. وتبعه البطريرك إسطفانوس الأول سيداروس.

## روابط خارجية
- التسلسل الهرمي الكاثوليكي